# Fg tist 282

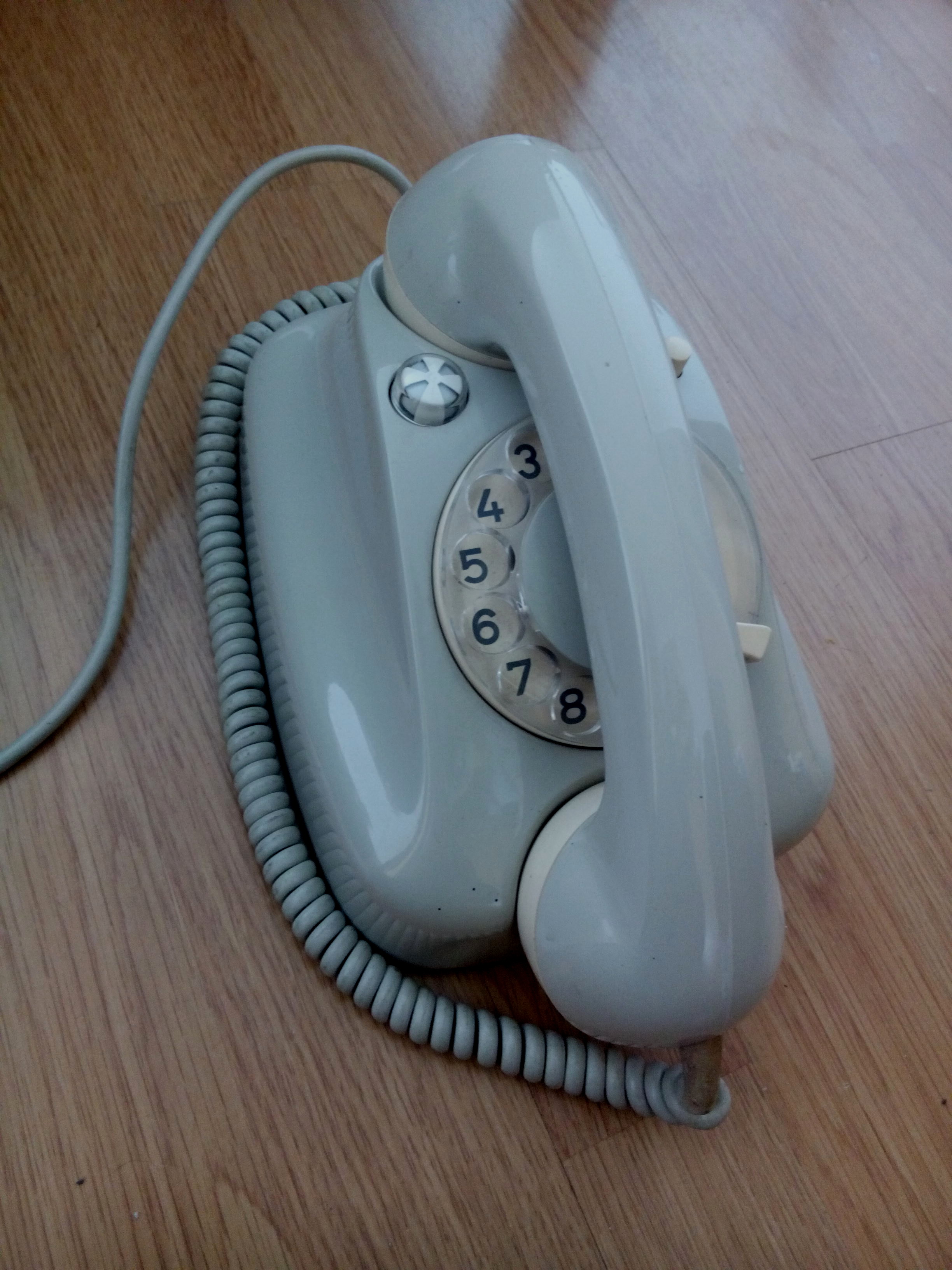
Modell mit Erdtaste und Schauzeichen

Fg tist 282 (auch M55 oder V62) ist die Bezeichnung einer Serie historischer analoger Telefone von Siemens & Halske. Sie wurden im Jahre 1955 zum Einsatz in privaten Nebenstellenanlagen als Nachfolger der heute in Sammlerkreisen begehrten, aber damals wenig erfolgreichen Trommelwähler-Apparate Fg tist 261 und Fg tist 264 vorgestellt. Die Baureihe wurde 18 Jahre produziert. Im Jahre 1973 wurde sie durch die Serie masterset 111 abgelöst.

## Technik
Der Trommelwähler des Vorgängermodells wurde durch eine konventionelle Wählscheibe ersetzt, die vom Modell NrS 38 abgeleitet war. Als eine der ersten europäischen Telefonserien erhielten die Geräte ein Gehäuse aus thermoplastischen Kunststoffen. Alle elektrischen Komponenten waren auf einem Metallrahmen montiert, wodurch der verfügbare Raum gut ausgenutzt und auch Wartung und Reparatur erleichtert wurden.
Durch eine modernisierte Elektronik konnte die Klangqualität verbessert werden. Eine weitere Neuheit war die Möglichkeit, die Lautstärke der als Zweischalenwecker ausgeführten Klingel einzustellen.
Die erste Ausführung (M55) wurde von 1955 bis 1961 hergestellt. In der zweiten Version (V62), die von 1962 bis 1973 produziert wurde, wurden der Metallrahmen durch ein Kunststoffchassis ersetzt und einige technische Verbesserungen eingeführt.

## Design
Die Gestaltung der Serie war für ihre Zeit innovativ. Die Apparate wurden von Wilhelm Oruss und Herbert Oestreich entworfen. Im Jahre 1962 waren sie in den Farben hellgrau, dunkelgrau (mit braunem Handapparat), schwarz, resadagrün, maronrot und elfenbein erhältlich. Das Design war so außergewöhnlich, dass die Apparate in das Museum of Modern Art aufgenommen wurden.

## Varianten und Sonderausführungen
Parallel zum Fg tist 282 wurde mit identischer Technik ein Wandapparat unter der Bezeichnung Fg stat 23 entwickelt.
Von 1957 bis etwa 1967 wurde in kleinen Stückzahlen darüber hinaus die Variante Fg tist 283 hergestellt. Diese war mit einem Tastenfeld für Mehrfrequenzwahl ausgestattet. Es handelte sich dabei um den ersten in Serienfertigung hergestellten deutschen Fernsprechapparat mit MFV-Tastwahl. Er wurde nur selten eingesetzt, u. a. im ESM II-Erprobungsamt München-Färbergraben.